# Parc Snellman (Kuopio)
Pour les articles homonymes, voir Parc Snellman (homonymie).
Le parc Snellman (finnois : Snellmaninpuisto) est un parc du quartier de Vahtivuori au centre de Kuopio en Finlande,,,,.

## Présentation
Le parc nommé en l'honneur de Johan Vilhelm Snellman est situé à côté de la cathédrale de Kuopio.
Sa superficie est de 1,4 hectare.
Auparavant, dans la zone du parc Snellman se trouvvait la place principale du marché de Kuopio nommée Kustaantori, Suurtori ou Kirkkotori.
À partir de 1842, on plante des arbres à cet endroit et autour de la cathédrale.
Dans les années 1850, le marché de la place est transféré à l'emplacement de l'actuelle place du marché de Kuopio,.
Le parc était alors appelé parc de la cathédrale.

## Galerie

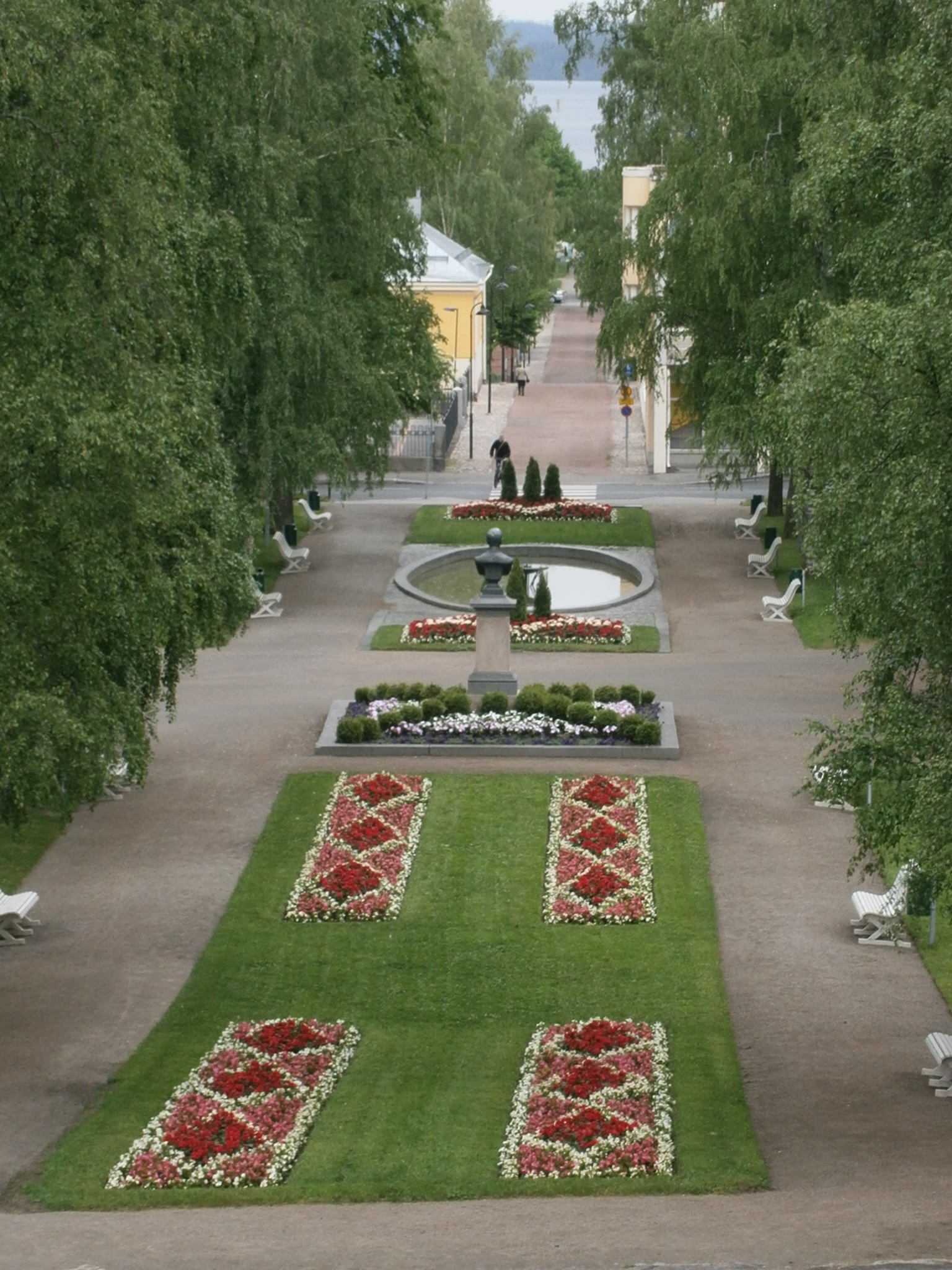
Vue du parc.
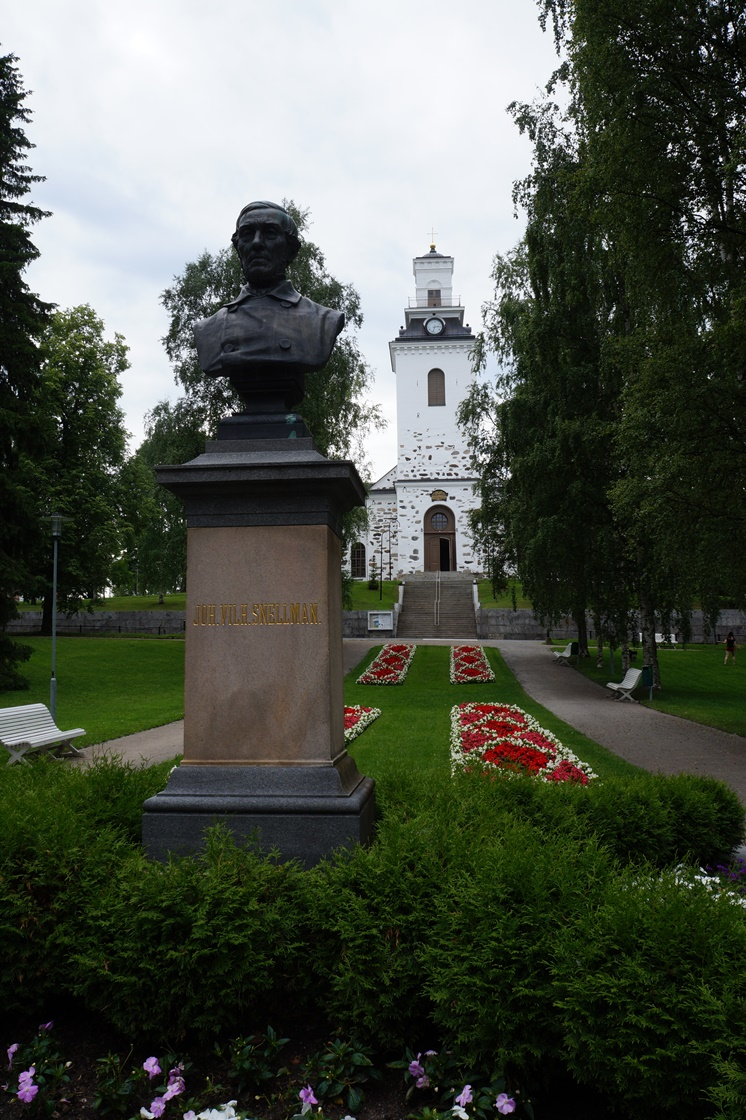
Buste de Johan Vilhelm Snellman.